# U.S. Women's Hard Court Championships 1991
L'U.S. Women's Hard Court Championships 1991 è stato un torneo di tennis giocato sul cemento.
È stata la 26ª edizione del torneo, che fa parte della categoria Tier III nell'ambito del WTA Tour 1991.
Si è giocato a San Antonio negli Stati Uniti, dal 25 al 31 marzo 1991.

## Campionesse

### Singolare
Steffi Graf ha battuto in finale  Monica Seles con il punteggio di 6–4, 6–3

### Doppio
Patty Fendick /  Monica Seles hanno battuto in finale  Jill Hetherington /  Kathy Rinaldi con il punteggio di 7–6(2), 6–2